# Molophilus zwickorum
Molophilus zwickorum là một loài ruồi trong họ Limoniidae. Chúng phân bố ở miền Australasia.